# 巴西马瑙斯圣殿
巴西马瑙斯圣殿（Manaus Brazil Temple）是耶穌基督後期聖徒教會的一个圣殿，也是巴西的第6座圣殿，位于巴西北部亚马孙州的首府马瑙斯。圣殿于2007年5月23日宣布建造，2008年6月20日举行开工仪式，2012年6月10日举行了奉献仪式。